# اگدانگان، قوزان
اگدانگان، قوزان (به لاتین: Agdangan, Quezon) یک سکونتگاه مسکونی در فیلیپین است که در کزون واقع شده‌است.

## خصوصیات
اگدانگان ۳۱٫۵۴ کیلومترمربع مساحت و ۱۱٬۵۶۷ نفر جمعیت دارد.